# Helmut Hahn (Künstler)
Helmut Hahn (* 4. Februar 1928 in Mönchengladbach; † 16. Februar 2017 in Korschenbroich) war ein deutscher Maler, Grafiker, Fotograf, Textilkünstler und Hochschullehrer. Von der Fachhochschule Niederrhein in Krefeld wurde Hahn 1982 zum Professor auf Lebenszeit ernannt.

## Leben
1945 begann Helmut Hahn seine Ausbildung mit einem Praktikum als Assistent der Bühnen- und Kostümgestaltung an den Städtischen Bühnen Mönchengladbach-Rheydt. Zu dieser Zeit entstanden bereits erste selbständige Gestaltungen. 1948 begann er sein Studium an der Kunstakademie Düsseldorf bei Werner Heuser, Walter von Wecus und Otto Coester. Von der Akademie beurlaubt, wurde er ab 1949 im Fach Druckgestaltung an der Textilingenieurschule Krefeld von Elisabeth Kadow unterrichtet. Ein Jahr später wechselte er auf die Werkkunstschule Wuppertal, um dort Schrift und Typographie bei Heinrich Wehmeier zu studieren.
1953 erhielt er erste Aufträge aus der Industrie für Werbegrafiken von der Neusser Firma Feldhaus. Ab 1955 besuchte er für ein Jahr die Schule für Kunst und Handwerk in Saarbrücken, wo er bei Otto Steinert Fotografie studierte.
Nach absolvierter Ausbildung folgten viele Aufträge für Tapetenentwürfe und Wandgestaltungen. Daneben war er als Fotograf für Industrie und Werbung tätig und verfolgte freie künstlerische Arbeiten unterschiedlichster Ausdrucksmöglichkeiten (Fotografie, Zeichnung oder Gouache). Seit 1970 bekleidete er das Lehramt als Professor für Textil-Design an der Fachhochschule Niederrhein Krefeld. Um den formalen Bedingungen zu genügen, nahm er 1972 wieder das Studium an der Kunstakademie Düsseldorf auf, welches er 1974 erfolgreich als Meisterschüler von Prof. Rolf Sackenheim abschloss. 1982 wurde er von der Fachhochschule Niederrhein Krefeld zum Professor auf Lebenszeit ernannt. 1985 wurde ihm der Staatspreis des Landes Nordrhein-Westfalen im Bereich Textil überreicht.
Der niederrheinischen Region verbunden, lebte Hahn in den letzten Jahren zurückgezogen in seinem Haus in Korschenbroich. In all seinen Werken, besonders aber in seinen Fotografien, wird sein persönlicher Bezug zum Niederrhein deutlich. Die Region mit ihren landschaftlichen Besonderheiten spiegelt sich aber nicht nur in den Motiven seines Œuvres wider, sondern auch in dem Wunsch, dass seine Werke auch nach seinem Tod in Sammlungen beheimatet sind, zu denen er einen lokalen wie persönlichen Bezug hatte. Kurz vor seinem Tod am 16. Februar 2017, hatte Hahn in seinem Testament als letztwillige Verfügung dem Clemens Sels Museum Neuss rund 250 Arbeiten auf Papier aus den Jahren 2013 bis 2016 vermacht.

## Werk
Hahn zeigte Zeit seines Lebens ein vielseitiges Interesse an unterschiedlichen künstlerischen Medien und Ausdrucksweisen. Seine Werkgruppen umfassen Grafiken (Zeichnungen, Aquarelle, Gouachen, Radierungen), Malereien auf Leinwand (Acryl- und Ölfarbe), Textilarbeiten, Wandbehänge, Tapetenentwürfe, Bühnenbilder, Gebrauchsgrafiken, Collagen und Fotografien (Farbe und Schwarz-Weiß). Dies zeugt von einem breiten Spektrum ästhetischer Ausdrucksmöglichkeiten, denen sich Hahn in unterschiedlichen Phasen seines Lebens widmete. Hahn arbeitete dabei stets in Serien, in denen er unterschiedliche Variationen entwickelte und ausprobierte.
Obgleich Hahn auf ein breites Repertoire an gestalterischen Ausdrucksmöglichkeiten zurückgreifen konnte, erfolgte die Bewältigung und Darstellung seiner Umwelt in abstrakten Formen, Zeichen und Flächen vor allem in der Zeichnung. So lassen sich in seinen Schraffuren, Linien oder Farbkontrasten abstrahierte Landschaften, Felder, Wälder oder Horizonte erahnen.

## Ehrungen und Preise
1985 Staatspreis für das Kunsthandwerk im Bereich Textil

## Einzelausstellungen (Auswahl)
- 1953: Museum der Stadt Mönchengladbach (Gouachen – Fotografien)
- 1963: Museum der Stadt Mönchengladbach (Gouachen)
- 1964: Von der Heydt-Museum, Wuppertal (Studio) (Gouachen – Zeichnungen)
- 1978: Städtisches Museum Mönchengladbach – Schloss Rheydt (Fotografien)
- 1978: Kreismuseum Zons (Fotografien)
- 1978: Städtische Galerie Moers – Peschkenhaus (Gouachen – Zeichnungen – Fotografien)
- 1983: Städtisches Museum Mönchengladbach – Schloss Rheydt (Wandbehänge – Zeichnungen)
- 1983: Kulturgeschichtliches Museum Osnabrück (Wandbehänge – Zeichnungen)
- 1983: Kreismuseum Zons (Wandbehänge – Zeichnungen)
- 1984: Städtische Galerie Moers – Peschkenhaus (Objektkästen)
- 1988: Kreismuseum Zons (Objektästen – Zeichnungen – Fotografien)
- 1991: Städtische Galerie Meerbusch „Spiel und Wirklichkeit – zum 100. Geburtstag von Max Ernst“ (Objektkästen – Zeichnungen – Fotografien – Textbeiträge)
- 1993: Stadt Korschenbroich (Fotografien)
- 1993: Kreismuseum Zons (Textilarbeiten – Zeichnungen)
- 1998: Kreismuseum Zons (Zeichnungen)
- 2000: Clemens Sels Museum Neuss „Helmut Hahn – ÜBER-Schreibungen. Späte Arbeiten der Jahre 1989 bis 2000 aus dem Besitz des Clemens Sels Museums“
- 2008: Kreismuseum Zons „Griechenland. Fotografien. Auswahl aus dem Besitz des Fotografischen Sammlung Museum Folkwang – Essen“
- 2017: Clemens Sels Museum Neuss „Linie – Fläche – Farbe. Helmut Hahn: Das unbekannte Spätwerk“
- 2018: Kreismuseum Zons „Die Erinnerung läuft rückwärts. Helmut Hahn. Vom Bühnenbildner zum Textilkünstler.“
- 2020: Kunst und Krefeld e.V. „Helmut Hahn – Zeichnung und Tapisserie“
- 2021: Clemens Sels Museum Neuss „Inspiriert! Helmut Hahn im Dialog mit Max Ernst, Elisabeth Kadow und Otto Steinert“